# Bonaventure de Bousies
Pour les autres membres de la famille, voir Maison de Bousies.
Bonaventure-Hyacinthe-Joseph de Bousies, né à Mons le 17 septembre 1755 et décédé à Ghlin le 23 août 1831, était un industriel et homme politique belge.

## Biographie

### Carrière politique
Issu d'une famille de nobles hennuyers, il fut maïeur de Mons de 1782 à 1789, sous le régime autrichien. Son mayorat fut suspendu en 1789, pour son "mauvais comportement" par les commissaires impériaux. Il fut aussi député au Congrès des Provinces-Unies en 1790, membre du Conseil des Anciens, conseiller de préfecture du département de Jemmapes, intendant provisoire du département de Jemmapes en 1814, gouverneur de la province de Hainaut de 1815 à 1822, chambellan du roi des Pays-Bas et conseiller d'État.

### Carrière industrielle
Outre sa carrière politique, il reprit la direction de la faïencerie de Nimy, qu'il fit rénover et développer en faisant améliorer la qualité de la production et en réduisant les coûts. Toujours dans un but de rentabilité, il développa aussi des comptoirs de vente à Bruxelles, Anvers, Gand, Bruges et Lille.

## Distinction
- Chevalier de l'ordre du Lion Belgique.